# Ceramiczne warstwy antybalistyczne

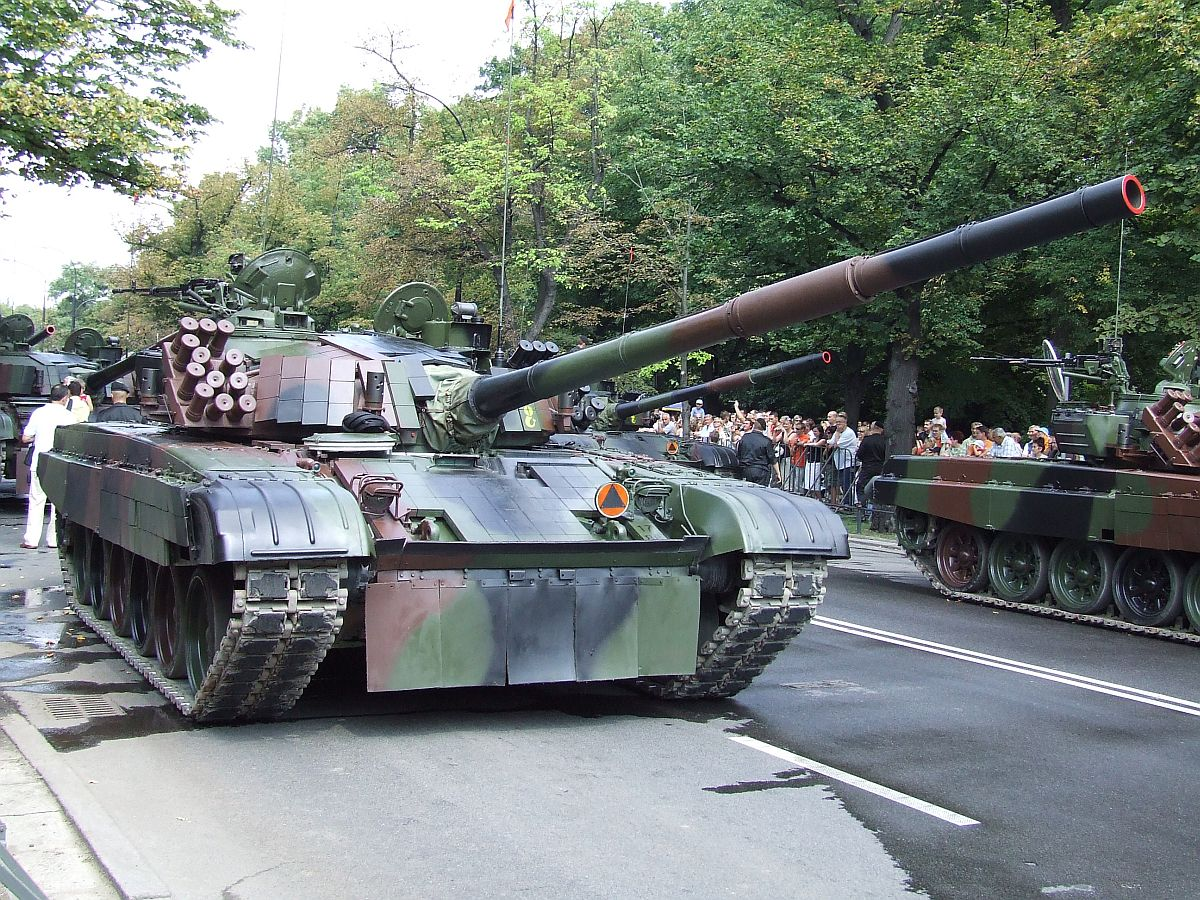
Czołg PT-91 Twardy, w czołgu tym użyto do ochrony pancerza z warstwami ceramicznymi CAWA - 1,2

Ceramiczne warstwy antybalistyczne – materiał służący do ochrony sprzętu wojskowego i innych obiektów specjalnych przed działaniem czynnika niszczącego. 
Ze względu na rozwój technik wykrywania i zwalczania przeciwnika wzrasta niebezpieczeństwo przebicia pociskami pancerza. Ponadto coraz częściej dąży się do redukowania masy pojazdów bojowych ze względu na możliwość ich szybkiego transportu powietrznego, stającego się obecnie wymogiem taktycznym. Powoduje to, że grube monolityczne pancerze stalowe stopniowo wychodzą z użycia. Obecnie dużą uwagę zwraca się na możliwość wykorzystania tworzyw kompozytowych do budowy nowoczesnych pancerzy, zwłaszcza z zastosowaniem jako głównej warstwy ceramiki konstrukcyjnej ze względu na jej dużą twardość w powiązaniu z niską gęstością. Rolą warstwy ceramiki jest rozproszenie i pochłonięcie energii pocisku, w trakcie jego fragmentacji. Oprócz tego istotną cechą ceramicznych warstw ochronnych jest zmiana toru wnikania pocisku podczas ich przebijania. Zmiana kierunku penetracji pocisku w przebijanej ceramice jest podstawą do takiego sposobu zaprojektowania warstwy lub kilku warstw ceramicznych w konstrukcji pancerza kompozytowego, aby móc skutecznie rozproszyć energię kinetyczną pocisków przeciwpancernych. Stwierdzono również, że nie tylko grubość danego rodzaju ceramiki ma istotny wpływ na jej zdolność ochronną, ale i to, czy ceramika o danej grubości jest monolitem, czy składa się z kilku oddzielnych płytek. Kilka płytek ceramicznych stykających się ze sobą stanowi moduł ochronny mniej skuteczny niż jedna płyta ceramiczna o łącznej grubości tych płytek. Jest to ważny szczegół technologiczny, ponieważ wynika z niego, że pancerz służący do ochrony przed pociskami o wysokiej energii powinien zawierać jedynie płytki ceramiczne o dużej grubości i powierzchni. Powyższe spostrzeżenia stały się przesłanką do podjęcia prac nad gradientowymi warstwami ochronnymi. Wstępnie przeprowadzone testy wydają się potwierdzać słuszność tego rozwiązania. 